# Afrixalus lacteus
Espèce
Statut de conservation UICN

 EN B1ab(i,iii) : En danger
Afrixalus lacteus est une espèce d'amphibiens de la famille des Hyperoliidae.

## Répartition
Cette espèce est endémique de l'Ouest du Cameroun. Elle se rencontre entre 1 200 et 1 900 m d'altitude sur les pentes Ouest et Sud du mont Manengouba, sur le mont Nlonako et dans la partie Sud du plateau Bamiléké,.

## Publication originale
- Perret, 1976 : Identité de quelques Afrixalus (Amphibia, Salientia, Hyperoliidae). Bulletin de la Société Neuchâteloise des Sciences Naturelles, vol. 99, p. 19-28 (texte intégral).